# Universidade de Almançora
A Universidade de Almançora foi fundada em 1972 na cidade de Almançora, no Egito. É uma das maiores universidades egípcias e tem contribuído muito para a vida cultural e científica em Almançora e no Egito.

## História
A Faculdade de Medicina foi fundada em 1962 como uma ramificação da Universidade do Cairo. Em 1972, um decreto presidencial anunciou a criação da universidade sob o nome "Universidade do Delta Oriental". Mais tarde, seu nome foi mudado para Universidade de Almançora.

## Campus
O campus principal está localizado na cidade de Almançora. Compreende as seguintes faculdades: 
- Faculdade de Medicina
- Faculdade de Educação
- Faculdade de Ciências
- Faculdade de Farmácia
- Faculdade de Odontologia
- Faculdade do Comércio
- Faculdade de Direito
- Faculdade de Engenharia
- Faculdade de Agricultura
- Faculdade de Enfermagem
- Faculdade de Medicina Veterinária
- Faculdade de Educação Física
- Faculdade de Ciência da Computação e Sistemas de Informação

O campus também conta com um complexo para os alunos, incluindo restaurantes e um hospital estudantil. 
Quatro faculdades estão localizadas fora do campus, que são: 
- Faculdade de Letras
- Faculdade de Educação Especial
- Faculdade de Turismo e Hotéis
- Faculdade de Ciências de infância

A sucursal em Damieta conta com oito faculdades: 
- Faculdade de Ciências
- Faculdade de Educação
- Faculdade de Educação Específica
- faculdade das Artes
- Faculdade de Artes Aplicadas
- Faculdade de Agricultura
- Faculdade do Comércio
- Faculdade de Educação Física